# Notholmen, Tyresö

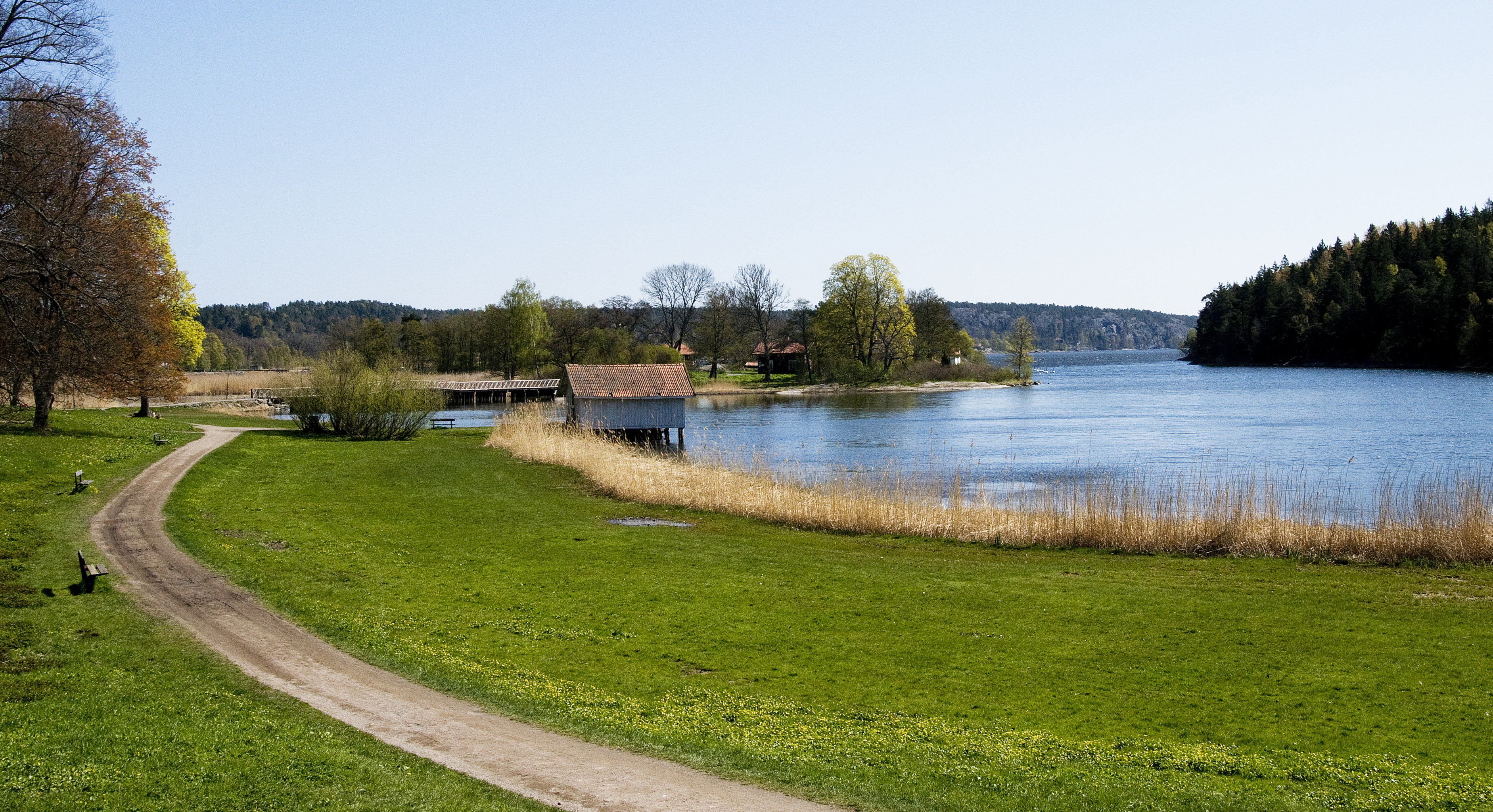
Notholmen, vy från slottsparken.

Notholmen, även känd som Fiskarholmen, är en ö i Kalvfjärden, Tyresö kommun. Ön ligger sydöst om Tyresö slott och har en bro till fastlandet in till slottsparken.
Ön har ett café och gästbrygga för fritidsbåtar